# 池内千香子
池内 千香子（いけうち ちかこ）は、日本テレビコンテンツ制作局プロデューサー。

## プロフィール
日本テレビ入社後は報道畑同局外報部所属の記者、デスクを歩くが、その後プロデューサーに異動。

## 人物
2022年に行われた宇宙飛行士採用試験を受験中だったが、第0次試験で不合格となった。

## 担当番組

### 現在
- DayDay.（2023年4月3日）- プロデューサー

### 過去
- スッキリ（2017年10月2日 - 2023年3月31日）- プロデューサー

## 過去の出演番組
- NNNニュースサタデー（2006年4月1日 - 2006年9月30日）
- NNNニュースSUPER（2006年10月2日 - 2011年3月31日）
- スッキリ!!（2006年10月2日 - 2011年3月18日）

※上記は全てニュース担当。